# Alberto Moccia
Alberto Moccia (Tapiales, Partido de La Matanza, Provincia de Buenos Aires, 21 de febrero de 1963) es un maquillador y peinador de cine, teatro y televisión argentino, miembro de la Academia de las Artes y las Ciencias Cinematográficas. 

## Biografía
Luego de estudiar peluquería en Academias Oly Liniers, realizó sus estudios de Caracterización Teatral en la escuela del Teatro Nacional Cervantes, en la Escuela de Horacio Pisani teniendo como profesores a Juan Carlos Salvade y a Oscar Mulet.
Comenzó su actividad profesional -muy joven- en los años 80 en la Televisión Pública Argentina en teleteatros populares, rodeado de profesionales de esa industria como Marta Reguera, Hugo Moser, Alberto Migré y actores como Susana Campos, Antonio Grimau, Arnaldo André y Luisa Kuliok.
Continúa desde entonces con la actividad que sostiene actualmente y que lo vincula con el cine publicitario, la gráfica y la moda, en el cine y las miniseries internacionales donde deja su impronta creativa en el diseño de cabezas -make up y peinado- para las más grandes campañas. Cuenta con más de cuatrocientas colaboraciones, además de calendarios reproduciendo divas de época y cortometrajes para campañas de Prada, Miu Miu / Moda, dirigido por Lucrecia Martel.
Su trayectoria en teatro es también extensa, aunque no tanto como en el cine nacional y en las miniseries internacionales principalmente para la RAI TV.
Tiene en su haber más de 400 producciones cinematográficas, televisivas y de moda en Argentina y alrededor de veinte films y miniseries para la Rai TV.

## Distinciones
Es miembro de la Academia de las Artes y Ciencias Cinematográficas de la Argentina
Es miembro de la Academia de Artes y Ciencias Cinematográficas.

## Premios
- Premio Cóndor de Plata al Mejor Maquillaje y Peluquería 2020 por la película Muere Monstruo Muere
- Premio Cóndor de Plata al Mejor Maquillaje y Peluquería 2018 por la película Zama

- Premio Cóndor de Plata al Mejor Maquillaje y Peluquería 2017 por la película Gilda, no me arrepiento de este amor

- Premio Sur 2018 - Mejor Maquillaje y Caracterización por la película Zama.[2]

- Premio Sur 2017 - Mejor Maquillaje y Caracterización por la película Gilda, no me arrepiento de este amor.[3]

- Premio Sur 2013 - Mejor Maquillaje y Caracterización por la película Wakolda.[4]

- Premio Sur 2012 - Mejor Maquillaje y Caracterización por la película El último Elvis-[5]